# Usterbrand

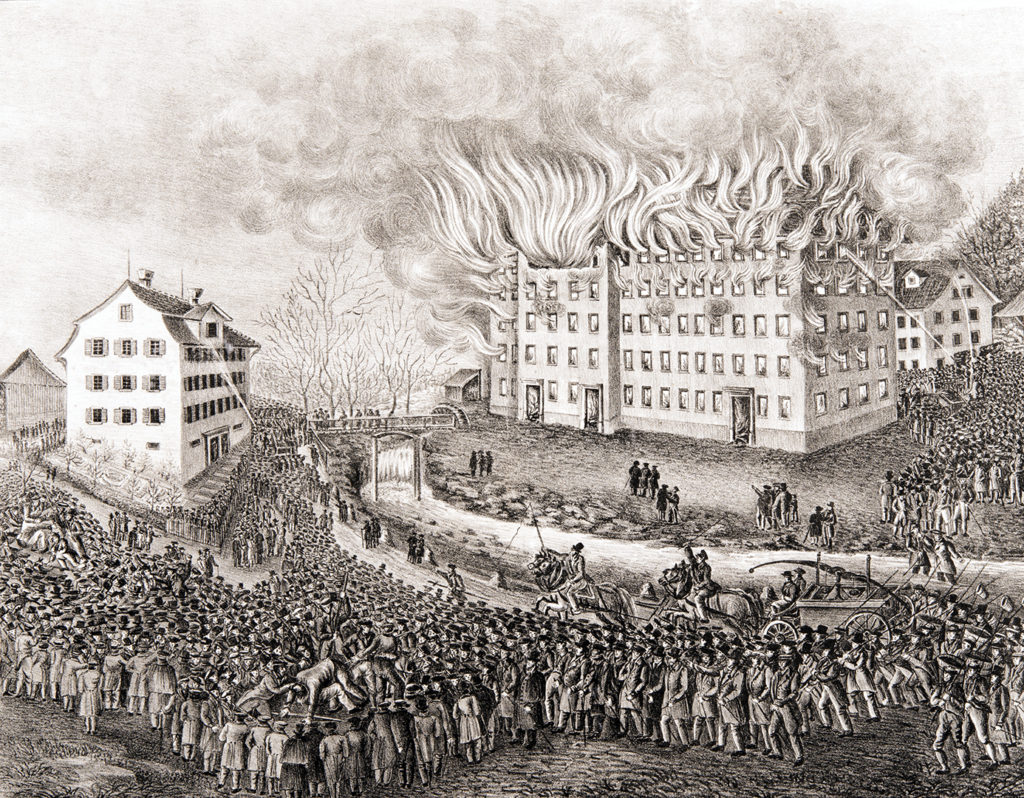
Usterbrand

Der Usterbrand von 1832 ist der bekannteste Fall eines Maschinensturms in der Schweiz.

## Ereignis
Der Usterbrand fand am 22. November 1832 in Oberuster statt, dem Tag der Gedenkfeier des Ustertags. Kleinfabrikanten („Tüchler“) und Heimarbeiter aus dem Zürcher Oberland zerstörten die Mechanische Spinnerei und Weberei Corrodi & Pfister in Oberuster. Sie taten dies aus Existenzängsten. Beim Aufmarsch am Ustertag trugen sie dazu bei, die konservative Stadtzürcher Regierung zu stürzen. Weil der neue liberale Grosse Rat ihren im „Uster-Memorial“ veröffentlichten Forderungen nach einem Verbot der Webmaschinen nicht nachgekommen war, zerstörten sie die mechanische Spinnerei und Weberei in Oberuster. Die Ereignisse wurden vom Volksdichter Jakob Stutz, der viele der Angeklagten persönlich kannte, in seinem Mundart-Werk „Der Brand von Uster“ beschrieben.

## Urteil
In Oberuster und im Zürcher Oberland wurden 75 Personen verhaftet. Ein Jahr später, im Jahr 1833, wurden die Hauptschuldigen des Usterbrands zu langjährigen Kettenstrafen verurteilt. Aufgrund der Ereignisse beschloss der Grosse Rat 1835 ein Gesetz zum Schutz des Eigentums. Die Verurteilten wurden jedoch nach dem Züriputsch 1839 wieder in die Freiheit entlassen.